# Espinho (stacja kolejowa)
Espinho (por: Estação Ferroviária de Espinho) – stacja kolejowa w Espinho, w Portugalii, na Linha do Norte. Obsługiwana jest przez Comboios de Portugal.